# Tupadly (ort i Tjeckien, lat 50,44, long 14,47)
Tupadly är en ort i Tjeckien.   Den ligger i regionen Mellersta Böhmen, i den centrala delen av landet, 40 km norr om huvudstaden Prag. Tupadly ligger 206 meter över havet och antalet invånare är 125.
Terrängen runt Tupadly är lite kuperad. Runt Tupadly är det ganska tätbefolkat, med 54 invånare per kvadratkilometer. Närmaste större samhälle är Mělník, 10,1 km söder om Tupadly. Trakten runt Tupadly består till största delen av jordbruksmark.